# 111 Ate
111 Ate este un asteroid din centura principală, descoperit pe 14 august 1870, de Christian Peters.